# CV Возничего
CV Возничего (лат. CV Aurigae) — одиночная переменная звезда в созвездии Возничего на расстоянии (вычисленном из значения параллакса) приблизительно 15240 световых лет (около 4673 парсеков) от Солнца. Видимая звёздная величина звезды — от +15,6m до +14,4m.

## Характеристики
CV Возничего — оранжевая пульсирующая медленная неправильная переменная звезда (LB:) спектрального класса K. Эффективная температура — около 4302 К.